# 高兴 (业余天文学家)

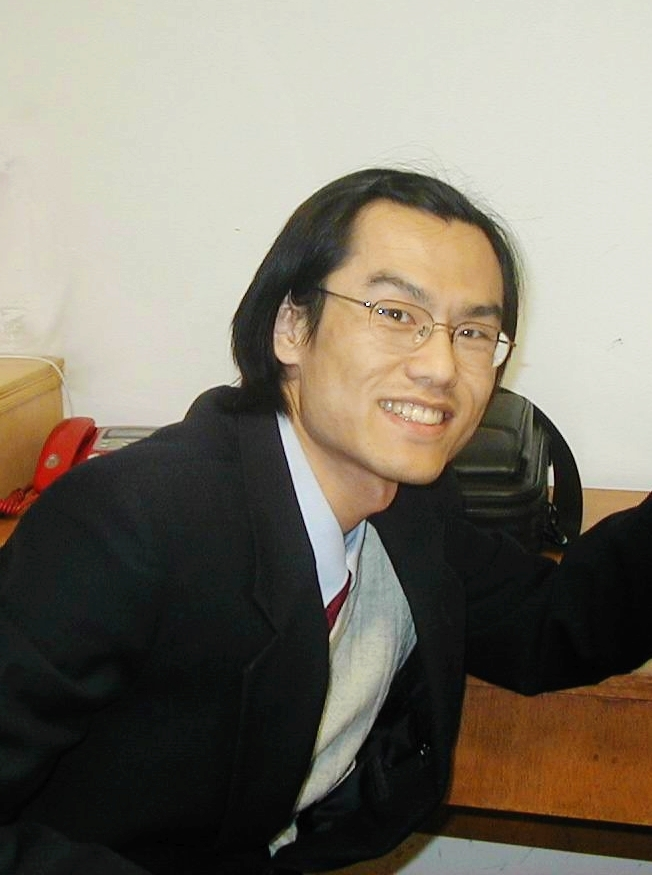

高兴（1974年—）是中国业余天文学家，新疆天文协会副理事长。

## 生平
1974年生于新疆维吾尔自治区乌鲁木齐，毕业于新疆师范大学物理系，是乌鲁木齐市第一中学物理教师，现任新疆天文协会副理事长。
他是2008年度和2009年度埃格·威尔逊彗星奖获得者；陈-高彗星、杨-高彗星发现者；中国首颗新星、首颗超新星业余发现者、首颗业余小行星、首颗业余系外新星发现者。
2017年，高興獲得戈登·邁爾斯業餘成就獎。

## 私人天文台
他于2007年在新疆乌鲁木齐南山建立了中国首座业余远程天文台“星明天文台”（观测地代码C42）。他与其他中國知名业余天文学家组成的业余巡天团队，获得许多重大天文发现，成为世界上发现新天体类型最多的天文爱好者。

## 天文发现（时间顺序）
- 2008年2月1日，陈韬与高兴发现彗星C/2008 C1(Chen-Gao)，陈-高彗星.

- 2008年3月8日，金彰伟与高兴独立发现天鹅座新星，V2468 CYG.

- 2008年4月10日，金彰伟与高兴独立发现天鹅座新星，V2491 CYG.

- 2008年9月2日，孙国佑与高兴独立发现新星，V1309 SCORPII.

- 2009年6月16日，杨睿与高兴发现彗星P/2009 L2(Yang-Gao)，杨-高彗星.

- 2009年2月23日，孙国佑与高兴发现银河系新星，V5582 SGR（是中國发现的第一颗新星）.[2][3]

- 2010年10月1日，孙国佑与高兴独立发现河外新星，NOVA M31 2010-09b.

- 2010年10月3日，孙国佑与高兴发现超新星，PTF10acbu，光谱类型Ic（中國首颗业余超新星）.

- 2010年10月11日，阮建高与高兴发现河外新星，NOVA M31 2010-10c（中國爱好者的首次发现）.

- 2010年10月29日，孙国佑与高兴独立发现河外新星，NOVA M31 2010-10d.

- 2010年11月1日，孙国佑与高兴发现小行星，2010 VC11，是中國爱好者发现的第一颗业余小行星.

- 2010年11月3日，孙国佑与高兴发现小行星，2010 VM20.

- 2010年11月11日，徐智坚与高兴发现小行星，2010 VG182.

- 2010年11月26日，阮建高与高兴发现小行星，2010 WW03.

- 2010年11月27日，阮建高与高兴发现河外新星，Nova M33 2010-11a.

- 2010年11月29日，阮建高与高兴发现小行星，2010 WX55.

- 2010年11月30日，阮建高与高兴发现小行星，2010 WB56.

- 2010年11月30日，徐智坚与高兴发现小行星，2010 WC56.

- 2010年12月1日，阮建高与高兴独立发现系外新星，Nova M31 2010-12a.

- 2010年12月3日，阮建高与高兴发现小行星，2010 XP12.

- 2010年12月2日，徐智坚与高兴发现小行星，2010 XC3.

- 2010年12月3日，阮建高与高兴发现小行星，2010 XN13.

- 2010年12月5日，徐智坚与高兴发现小行星，2010 XN51.

- 2010年12月6日，阮建高与高兴发现小行星，2010 XZ24.

- 2010年12月6日，徐智坚与高兴发现小行星，2010 XL25.

- 2010年12月9日，阮建高与高兴发现小行星，2010 XO50.

- 2010年12月9日，徐智坚与高兴发现小行星，2010 XL71.

- 2010年12月11日，孙国佑与高兴独立发现河外新星，NOVA M31 2010-12b.

- 2010年12月15日，阮建高与高兴发现河外新星，NOVA M31 2010-12c.

- 2010年12月26日，徐智坚与高兴发现小行星，2010 YQ.

- 2010年12月28日，徐智坚与高兴发现小行星，2010 YU.

- 2010年12月28日，徐智坚与高兴发现小行星，2010 YV.

- 2010年12月28日，高兴发现小行星，2010 YY.

- 2010年12月28日，徐智坚与高兴发现小行星，2010 YX.

- 2010年12月31日，阮建高与高兴发现小行星，2010 YF4.

- 2011年1月6日，金彰伟与高兴发现小行星，2011 AT19.

- 2011年1月6日，徐智坚与高兴发现小行星，2011 AG12.

- 2011年1月7日，徐智坚与高兴发现小行星，2011 AH12.

- 2011年1月7日，徐智坚与高兴发现小行星，2011 AJ12.

- 2011年1月8日，金彰伟与高兴发现小行星，2011 AN19.

- 2011年1月8日，金彰伟与高兴发现小行星，2011 AD29.

- 2011年1月8日，孙国佑与高兴独立发现河外新星，NOVA M31 2011-01a.

- 2011年1月9日，徐智坚与高兴发现小行星，2011 AA28.

- 2011年1月9日，徐智坚与高兴发现小行星，2011 AZ12.

- 2011年1月24日，阮建高与高兴发现小行星，2011 BQ102.

- 2011年1月28日，谭瀚杰与高兴发现小行星，2011 BL40.

- 2011年1月29日，金彰伟与高兴发现小行星，2011 BW60.

- 2011年1月29日，金彰伟与高兴发现小行星，2011 BX60.

- 2011年2月19日，金彰伟与高兴发现超新星，2011aj.

- 2011年4月26日，金彰伟与高兴发现超新星，2011by.

- 2011年9月15日，金彰伟与高兴发现超新星，2011fs.

- 2011年10月2日，谭瀚杰与高兴发现M31新星，M31N 2011-10a，光谱类型FeII.

- 2011年10月22日，金彰伟与高兴发现超新星，2011gy.

- 2011年10月26日，孙国佑与高兴发现超新星，2011hj.

- 2011年10月27日，孙国佑与高兴发现矮新星，GALEX J215818.5 +241924（PNV J21581852+2419246）.（中国首颗业余矮新星）

- 2011年11月18日，徐智坚与高兴发现小行星，2011 WX4.

- 2011年12月18日，谭瀚杰与高兴发现小行星，2011 YM2.

- 2011年12月25日，谭瀚杰与高兴发现小行星，2011 YP4.

- 2011年12月20日，徐智坚与高兴发现小行星，2011 YE3.

- 2011年12月21日，徐智坚与高兴发现小行星，2011 YC3.

- 2011年12月21日，徐智坚与高兴发现小行星，2011 YG3.

- 2011年12月21日，徐智坚与高兴发现小行星，2011 YD3.

- 2011年12月21日，孙国佑与高兴发现小行星，2011 YS3.

- 2011年12月22日，金彰伟与高兴发现小行星，2011 YB3.

- 2011年12月23日，孙国佑与高兴发现小行星，2011 YL4.

- 2011年12月23日，孙国佑与高兴发现小行星，2011 YM4.

- 2011年12月23日，孙国佑与高兴发现小行星，2011 YN4.

- 2011年12月23日，孙国佑与高兴发现小行星，2011 YK4.

- 2011年12月21日，徐智坚与高兴发现小行星，2011 YV4.

- 2011年12月24日，阮建高与高兴发现小行星，2011 YD6.

- 2011年12月24日，阮建高与高兴发现小行星，2011 YC6.

- 2011年12月25日，阮建高与高兴发现小行星，2011 YH18.

- 2011年12月25日，徐智坚与高兴发现小行星，2011 YM14.

- 2011年12月25日，徐智坚与高兴发现小行星，2011 YN14.

- 2011年12月25日，徐智坚与高兴发现小行星，2011 Y010.

- 2011年12月25日，谭瀚杰与高兴发现小行星，2011 YB6.

- 2011年12月25日，徐智坚与高兴发现小行星，2011 YO14.

- 2011年12月25日，阮建高与高兴发现小行星，2011 YR14.

- 2011年12月26日，阮建高与高兴发现小行星，2011 YW26.

- 2011年12月26日，阮建高与高兴发现小行星，2011 YX26.

- 2011年12月27日，徐智坚与高兴发现小行星，2011 YW27.

- 2011年12月27日，阮建高与高兴发现小行星，2011 YL38.

- 2011年12月27日，阮建高与高兴发现小行星，2011 YM38.

- 2011年12月28日，金彰伟与高兴发现小行星，2011 YV27.

- 2011年12月28日，金彰伟与高兴发现小行星，2011 YV38.

- 2011年12月29日，赵建敏与高兴发现小行星，2011 YJ63.

- 2011年12月29日，阮建高与高兴发现小行星，2011 YX50.

- 2011年12月29日，孙国佑与高兴发现小行星，2011 YN4.

- 2012年1月1日，金彰伟与高兴发现小行星，2012 AR.

- 2012年2月15日，阮建高与高兴发现小行星，2012 DW46.

- 2012年2月17日，金彰伟与高兴发现超新星，2012as.

- 2012年8月18日，徐智坚与高兴发现超新星，2012ek.

- 2012年9月11日，徐智坚与高兴发现小行星，2012 RX4.

- 2012年9月11日，赵建敏与高兴发现小行星，2012 RM7.

- 2012年11月3日，徐智坚与高兴发现小行星，2012 VJ22.

- 2012年11月12日，徐智坚与高兴发现超新星，2012gj.

- 2012年11月15日，王彬与高兴发现超新星，2012gq.

- 2012年12月4日，徐智坚与高兴发现小行星，2012 XX12.

- 2012年12月6日，金彰伟与高兴发现小行星，2012 XX114.

- 2012年12月11日，金彰伟与高兴发现小行星，2012 XJ128.

- 2012年12月21日，徐智坚与高兴发现超新星，2012ig.

- 2013年1月25日，徐智坚与高兴发现超新星，2013Q.

- 2013年2月21日，金彰伟与高兴发现超新星，2013ae.

- 2013年3月24日，金彰伟与高兴发现超新星，2013bi.

- 2013年5月10日，金彰伟与高兴发现超新星，2013cj.

- 2013年6月16日，王彬与高兴发现超新星，2013do.

- 2013年8月1日，徐智坚与高兴发现超新星，2013es.

- 2013年8月31日，徐智坚与高兴发现超新星，2013fi.

- 2013年10月22日，金彰伟与高兴发现超新星，2013fw.

- 2013年10月23日，徐智坚与高兴发现小行星，2013 UJ7.

- 2013年10月26日，徐智坚与高兴发现小行星，2013 UK7.

- 2013年10月31日，王彬与高兴发现超新星，2013gb.

- 2013年11月5日，金彰伟与高兴发现超新星，2013gg.

- 2013年11月16日，孙霈源、金彰伟与高兴发现超新星，2013gt.

- 2013年11月26日，金彰伟与高兴发现小行星，2013 WH2.

- 2013年11月27日，徐智坚与高兴发现小行星，2013 WW104.

- 2013年12月25日，徐智坚与高兴发现小行星，2013 YJ20.

- 2013年12月25日，徐智坚与高兴发现小行星，2013 YU32.

- 2014年3月26日，徐智坚与高兴发现超新星，2014ak.

- 2014年4月20日，徐智坚与高兴发现超新星，2014av.

- 2014年10月12日，徐智坚与高兴发现超新星，2014ds.

- 2015年1月19日，金彰伟与高兴发现超新星，2015D.

- 2015年1月10日，金彰伟与高兴发现超新星，PSN J13522411+3941286(未获CBAT编号,光谱确认为IIn型超新星).

- 2015年3月16日，徐智坚与高兴发现超新星，PSN J02330480+3530396(未获CBAT编号,光谱确认为Ia型超新星).

- 2015年4月5日，孙国佑与高兴发现彗星C/2015 F5(SWAN-XINGMING)，斯万-星明彗星.

## 天文发现统计
截止2015年4月，高兴与其团队成员共发现三颗彗星，一颗银河系新星，二十八颗超新星，四颗系外新星，一颗矮新星，八十颗小行星，独立发现新星八颗。